# K-przestrzeń
k-przestrzeń – przestrzeń Hausdorffa, która jest obrazem przestrzeni lokalnie zwartej poprzez przekształcenie ilorazowe. Pojęcie k-przestrzeni, przypisywane Witoldowi Hurewiczowi, wprowadził w 1950 David Gale. Produkt k-przestrzeni na ogół nie jest k-przestrzenią – odpowiedni kontrprzykład podał Clifford Hugh Dowker.

## Własności
- Przestrzeń Hausdorffa {\displaystyle X} jest k-przestrzenią wtedy i tylko wtedy, gdy dla domkniętości zbioru {\displaystyle A\subseteq X} potrzeba i wystarcza, aby przecięcie {\displaystyle A} z każdym zwartym podzbiorem {\displaystyle X} było domknięte (lub równoważnie – zwarte).
- Przestrzeń Hausdorffa {\displaystyle X} jest k-przestrzenią wtedy i tylko wtedy, gdy dla otwartości zbioru {\displaystyle A\subseteq X} potrzeba i wystarcza, aby przecięcie {\displaystyle A} z każdym zwartym podzbiorem {\displaystyle X} było otwarte.
- Każda ciągowa przestrzeń Hausdorffa, a więc w szczególności każda przestrzeń Hausdorffa spełniająca drugi aksjomat przeliczalności, jest k-przestrzenią.
- Podprzestrzenie domknięte oraz otwarte k-przestrzeni są k-przestrzeniami.
- Suma {\displaystyle \bigoplus _{s\in S}X_{s}} jest k-przestrzenią wtedy i tylko wtedy, gdy {\displaystyle X_{s}} jest k-przestrzenią dla każdego {\displaystyle s\in S.}
- Iloczyn kartezjański k-przestrzeni i przestrzeni lokalnie zwartej jest k-przestrzenią.

## k-rozszerzenia
Niech {\displaystyle (X,\tau )} będzie przestrzenią topologiczną.  k-rozszerzeniem topologii {\displaystyle \tau } nazywamy rodzinę podzbiorów {\displaystyle U} zbioru {\displaystyle X} takich, że {\displaystyle U\cap K\in \tau } dla każdego zbioru zwartego {\displaystyle K\subseteq X.} Rodzina {\displaystyle k(\tau )} jest również topologią w zbiorze {\displaystyle X.} Przestrzeń {\displaystyle X} z topologią {\displaystyle k(\tau )} oznacza się symbolem {\displaystyle kX} i nazywa się  k-rozszerzeniem przestrzeni {\displaystyle X.} W topologii, często wykorzystywane bywają następujące rezultaty dotyczące k-przestrzeni:
- topologia {\displaystyle k(\tau )} jest mocniejsza od wyjściowej topologii {\displaystyle \tau ,}
- {\displaystyle kkX=kX} (zob. idempotentność),
- Twierdzenie D.E. Cohena: Przestrzeń Hausdorffa jest k-przestrzenią wtedy i tylko wtedy, gdy {\displaystyle kX=X}[3].

## k-ciągłość
Niech {\displaystyle X,Y} będą przestrzeniami topologicznymi. Funkcję {\displaystyle f\colon X\to Y} nazywamy k-ciągłą, gdy {\displaystyle f|_{K}} jest ciągła dla każdego zbioru zwartego {\displaystyle K\subseteq X.} Jeśli symbole {\displaystyle C(X,Y)} i {\displaystyle C_{k}(X,Y)} oznaczają rodziny przekształceń ciągłych i k-ciągłych między przestrzeniami {\displaystyle X} i {\displaystyle Y,} to
- {\displaystyle X} jest k-przestrzenią wtedy i tylko wtedy, gdy {\displaystyle C(X,Y)=C_{k}(X,Y)} dla każdej przestrzeni topologicznej {\displaystyle Y}[4].

## Przykłady
- {\displaystyle \mathbb {R} \setminus \{{\tfrac {1}{2}},{\tfrac {1}{3}},\dots \}} (z topologią dziedziczoną z prostej rzeczywistej) jest k-przestrzenią.

## k3-przestrzenie
Przestrzeń topologiczna {\displaystyle X} nazywana jest k3-przestrzenią, gdy {\displaystyle C(X,Y)=C_{k}(X,Y)} dla każdej przestrzeni regularnej {\displaystyle Y.} Wprost z definicji wynika, że każda k-przestrzeń jest k3-przestrzenią. Przeciwna implikacja jest jednak fałszywa. Produkt nieprzeliczalnie wielu kopii prostej rzeczywistej (która nie jest k-przestrzenią) jest k3-przestrzenią.